# Tomás Romojaro Sánchez
Tomás Romojaro Sánchez (Santander, 19 de maig de 1907 - Madrid, 22 de juliol de 1980) va ser un polític espanyol que va ocupar llocs rellevants durant el franquisme, sent també procurador en les Corts franquistes.

Nascut a Santander en 1907, va fer estudis de magisteri en les universitats de Valladolid i Madrid. «Camisa vella» de Falange, es va afiliar al Sindicat Espanyol Universitari (SEU) (on arribaria a dirigir la secció de Magisteri i les milícies). Després de l'esclat de la Guerra civil es va refugiar en l'ambaixada de Turquia, aconseguint posteriorment passar a la zona revoltada; enquadrat en el bàndol revoltat, prendria part en diversos combats. Amb la conquista de Santander va ser nomenat delegat de premsa i propaganda, i després del final de la contesa ocuparia la secretaria nacional del SEU.
Després de la instauració de la dictadura franquista, va exercir el càrrec de governador civil a les províncies de Santander, Valladolid i Saragossa. Durant la seva etapa com a governador civil de Santander va haver d'enfrontar-se a la reconstrucció de la ciutat després del incendi de 1941. Membre del Consell Nacional de FET y de las JONS, Romojaro ocuparia importants llocs dins del partit únic de la dictadura, arribant a exercir com a sotssecretari general de FET i de les JONS entre 1951 i 1956. Seria destituït del seu lloc després dels fets de febrer de 1956, igual que el ministre-secretari general Raimundo Fernández Cuesta. Després de la seva destitució, posteriorment exerciria el càrrec d'Inspector General d'Ensenyament Primari.
Va exercir com a procurador a les Corts franquistes entre 1943 i 1977, de quals va arribar a ser Secretari Primer.
Va morir a Madrid el 22 de juliol de 1980.